# 千葉県道182号上畑湊線
千葉県道182号上畑湊線（ちばけんどう182ごう かみはたみなとせん）は、千葉県富津市を走る一般県道。通称「モミジロード」ともよばれ、千葉県内屈指のモミジの名所としても知られる。

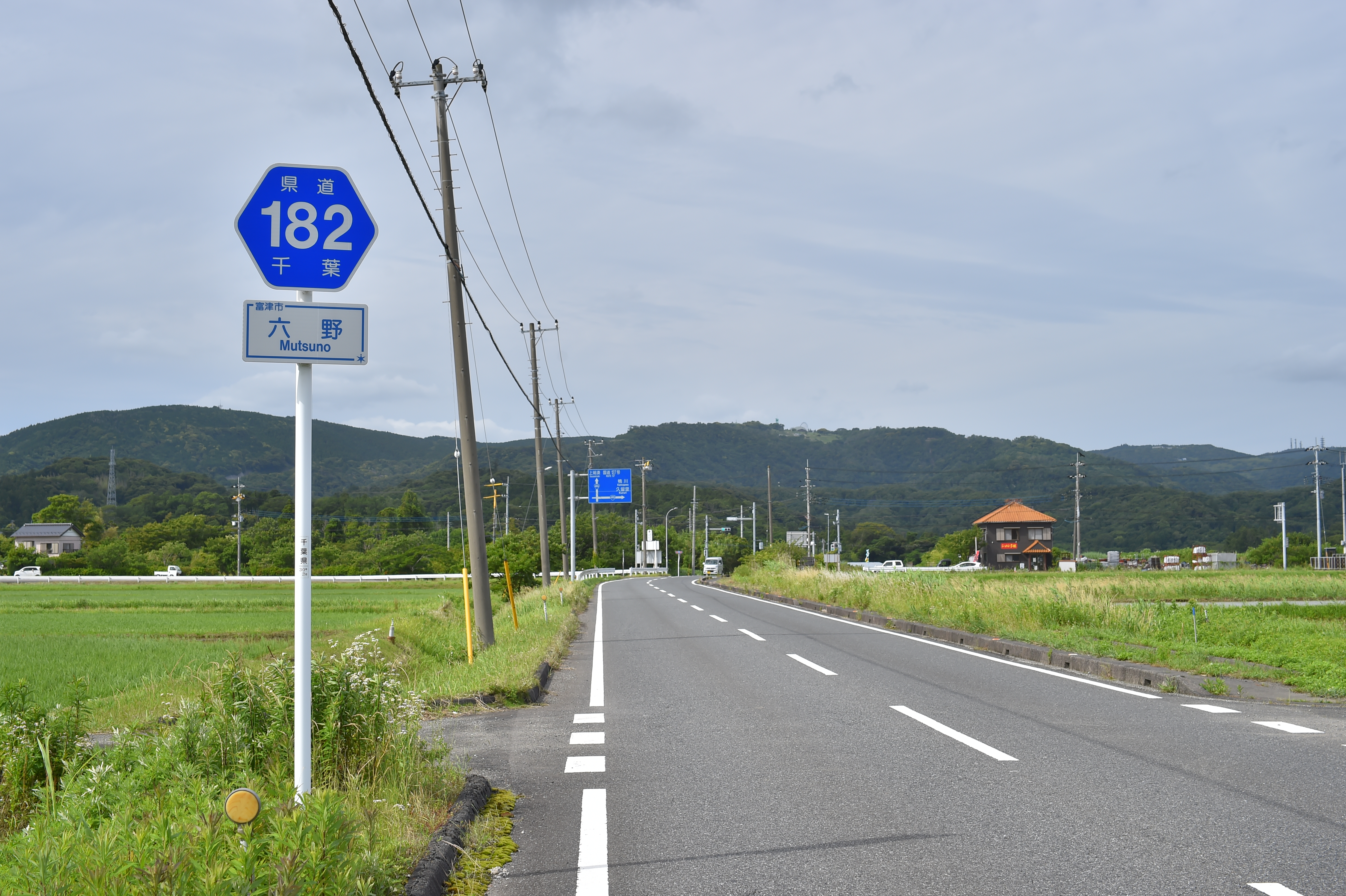
千葉県道182号上畑湊線
富津市六野（2023年6月）

## 路線データ
- 起点：富津市山中（千葉県道34号鴨川保田線交点）
- 終点：富津市大森（国道465号交点）
- 総延長：17.517 km（君津土木事務所管内：17.517 km[2]）
- 重用延長：4.900 km（君津土木事務所管内：4.900 km）
- 実延長：12.617 km（君津土木事務所管内：12.617 km[2]）

## 道路施設

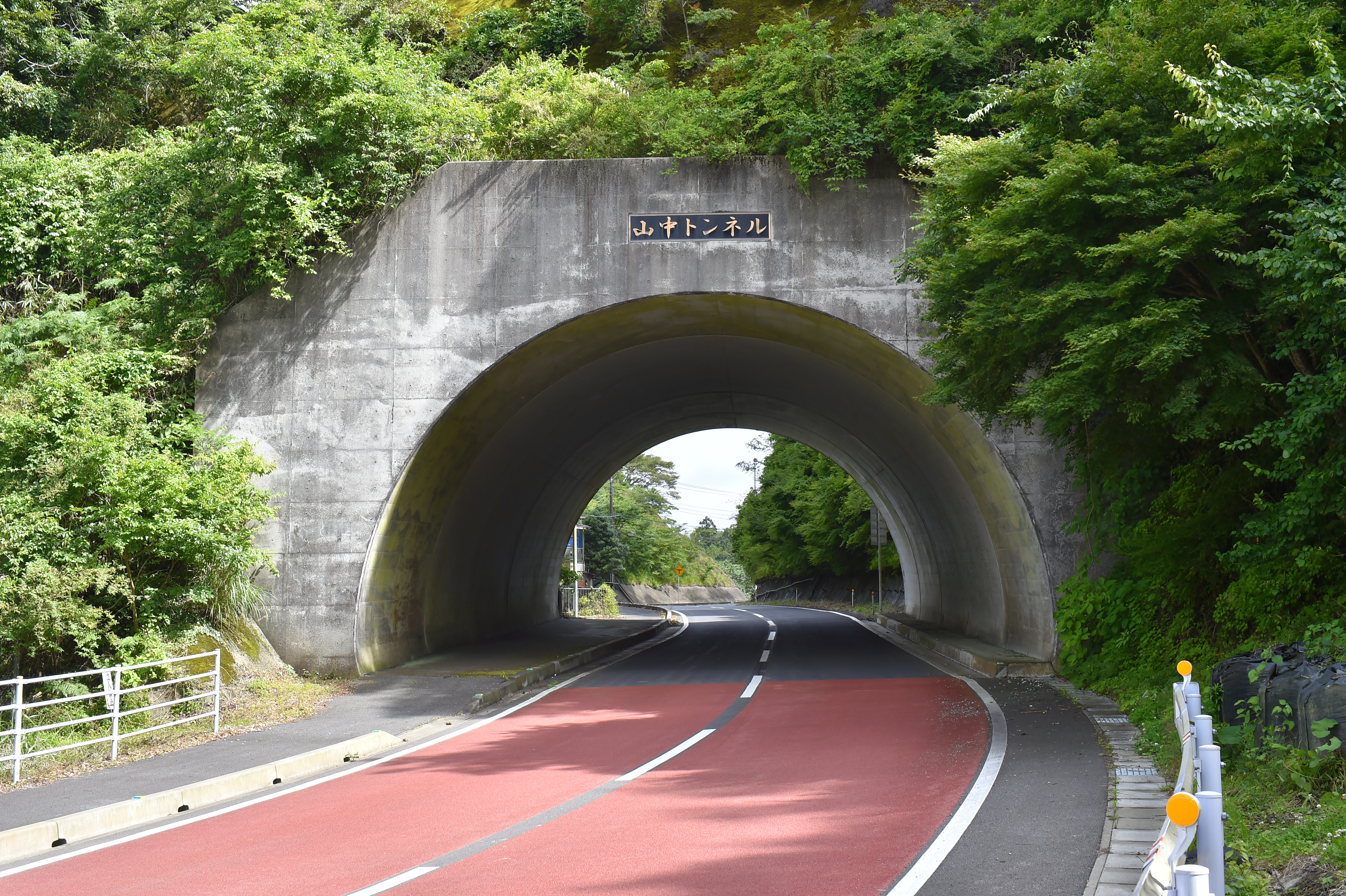
山中トンネル

- 山中トンネル（富津市山中）

## 地理

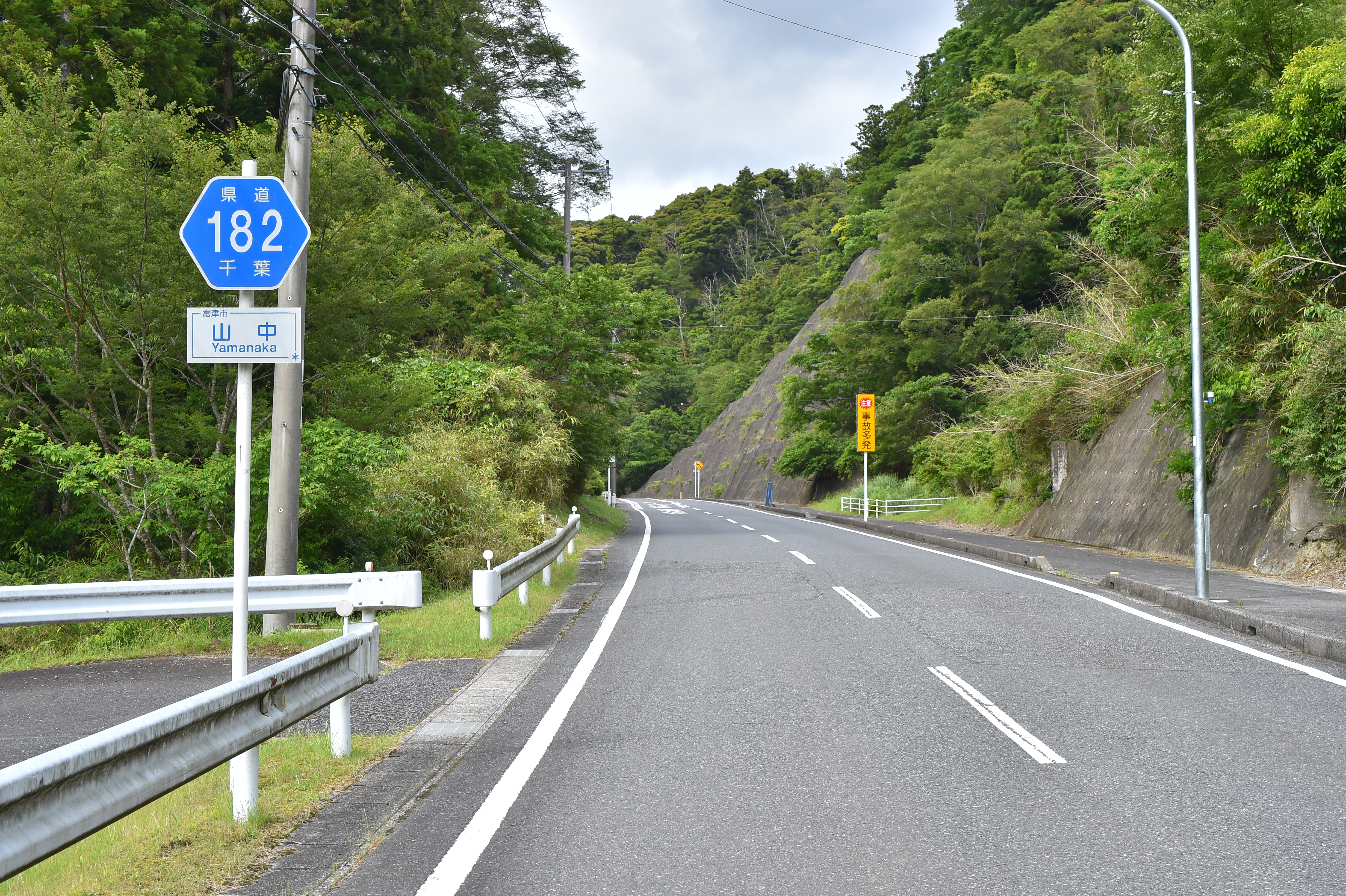
富津市山中（2023年6月）

### 通過する自治体
- 富津市

### 交差する道路
- 千葉県道34号鴨川保田線（長狭街道） - 富津市山中（起点）
- 国道465号 - 富津市大森（終点）

### 沿線
- 富津市山中区公民館
- 地蔵堂の滝
- 志駒の滝